# Lycthoplites armatus
Lycthoplites armatus är en skalbaggsart som beskrevs av Pierre Lesne 1935. Lycthoplites armatus ingår i släktet Lycthoplites och familjen kapuschongbaggar. Inga underarter finns listade i Catalogue of Life.